# Freehold (New Jersey)
Freehold ist ein Borough im Bundesstaat New Jersey in den Vereinigten Staaten. Das U.S. Census Bureau ermittelte bei der Volkszählung 2020 eine Einwohnerzahl von 12.538.
Freehold bildet den County Seat des Monmouth County. Etwa 35 Meilen (56 km) von Manhattan und 15 Meilen (24 km) von Staten Island entfernt, hat sich der Ort zu einer Vorstadt in der New York Metropolitan Area entwickelt.
Der Musiker Bruce Springsteen wuchs in Freehold auf und widmete dem Ort den Song My Hometown (Album: Born in the U.S.A.).

## Geschichte
Der heutige Freehold Borough wurde ursprünglich durch einen Akt der New Jersey Legislature am 25. März 1869 aus Teilen der Freehold Township als Town gegründet. Die Town wurde 1888 von der Gemeinde unabhängig. Am 15. April 1919 wurde Freehold zu einem Borough, einschließlich des gesamten Freehold und zusätzlicher Teile der Freehold Township, basierend auf den Ergebnissen eines Referendums am 8. Juli 1919. Weitere Teile des Freehold Township wurden am 7. September 1926 dem Borough Freehold zugeschlagen.

## Demografie
Nach der Schätzung von 2019 leben in Freehold 11.682 Menschen. Die Bevölkerung teilte sich im selben Jahr auf in 70,2 % Weiße, 10,3 % Afroamerikaner, 1,2 % amerikanische Ureinwohner, 1,4 % Asiaten und 1,7 % mit zwei oder mehr Ethnizitäten. Hispanics oder Latinos aller Ethnien machten 48,6 % der Bevölkerung aus. Das mittlere Haushaltseinkommen lag bei 61.314 US-Dollar und die Armutsquote bei 16,4 %.

## Persönlichkeiten
- John C. Ten Eyck (1814–1879), Politiker
- Pamela Springsteen (* 1962), Schauspielerin
- Rebecca Soni (* 1987), Schwimmerin
- Bruce Springsteen (* 1949), hier aufgewachsen